# 미국 노동부

미국 노동부 상징표

미국 노동부(美國 勞動部, 영어: Department of Labor)는 미국의 행정 기관이다. 연방 정부의 한 부로서 임금 노동자의 복지, 취업, 노동 조건의 향상을 촉진하고 개선시키기 위한 목적으로 1913년 설립되었다.